# 20237 Clavius
20237 Clavius este o planetă minoră (asteroid), cu un diametru de 3,639 km, din centura de asteroizi. A fost descoperită pe 6 februarie 1998 la Observatorul La Silla de Eric Walter Elst. 
Obiectul prezintă o orbită caracterizată de o semiaxă mare de 2,1498413 UAi, o excentricitate de 0,07, o înclinație de 3,66113 ° în raport cu ecliptica.